# Робърт Бойл
Робърт Бойл (на английски: Robert Boyle; на ирландски: Robaird Ó Bhaoill) е ирландски физик, химик, теолог. Считан е от много учени за първия химик и основоположник на модерната химия.

## Биография
Роден е на 25 януари 1627 г. в Мънстър, Ирландия. През 1661 година той дава първото научно определение на химичен елемент. Въвежда експерименталните методи в химията и след редица експерименти с газове формулира един от законите за идеалния газ (закон на Бойл – Мариот, 1662). Той е един от основателите на лондонското Кралско дружество. В средните векове, когато хората не са знаели, че атомът е сложна частица, той я нарича вещество, което не може да се разложи на по-прости вещества.
Написал е няколко книги, една от които е „Някои съображения относно стила на Светото писание“.
Умира на 31 декември 1691 г. в Лондон на 64-годишна възраст.